# (5163) 1983 TD2
(5163) 1983 TD2 là một tiểu hành tinh vành đai chính. Nó được phát hiện bởi Joe Wagner ở Anderson Mesa Đài thiên văn Lowell south thuộc Flagstaff, Arizona, ngày 9 tháng 10 năm 1983.